# Lugo (provincie)
Lugo (provincie) is een provincie van Spanje en maakt deel uit van de regio Galicië. De provincie heeft een oppervlakte van 9856 km². De provincie telde 326.068 inwoners in 2021 verdeeld over 67 gemeenten.
Hoofdstad van Lugo is Lugo.

## Bestuurlijke indeling
De provincie Lugo bestaat uit 13 comarca's die op hun beurt uit gemeenten bestaan. De comarca's van Lugo zijn:
- Os Ancares
- Chantada
- A Fonsagrada
- Lugo
- A Mariña Central
- A Mariña Occidental
- A Mariña Oriental
- Meira
- Quiroga
- Sarria
- A Terra Chá
- A Terra de Lemos
- A Ulloa

Zie voor de gemeenten in Lugo de lijst van gemeenten in provincie Lugo.

## Demografische ontwikkeling
Bron: INE
Opm: Bevolkingscijfers in duizendtallen
| Gemeente            | Inwoners |
| ------------------- | -------- |
| 1-Lugo              | 96.678   |
| 2-Monforte de Lemos | 19.546   |
| 3-Viveiro           | 16.238   |
| 4-Vilalba           | 15.437   |
| 5-Sarria            | 13.508   |
| 6-Ribadeo           | 9.983    |
| 7-Foz               | 9.970    |
| 8-Burela            | 9.381    |
| 9-Chantada          | 9.014    |
| 10-Guitiriz         | 5.896    |